# Вокео
Вокео (англ. Vokeo; Wogeo) — остров в Тихом океане в составе островов Схаутена. Является территорией государства Папуа — Новая Гвинея. Административно входит в состав провинции Восточный Сепик региона Момасе.

## География
Остров Вокео расположен в архипелаге Схаутена, представляющим собой группу из шести небольших островов, расположенных к северу от острова Новая Гвинея, недалеко от устья реки Сепик. Вокео находится примерно в 53 км от побережья Новой Гвинеи. Кроме того, остров является самым западным в составе островов Схаутена, а также самым большим по площади: его площадь составляет около 16 км².
С точки зрения геологии, остров имеет вулканическое происхождение. На нём имеется две вершины, из которых самая высокая достигает 621 м. Поверхность Вокео гористая и неровная. Климат влажный, ежегодно выпадает от 228 до 508 мм осадков.

## История
Европейским первооткрывателем островов Схаутена, в состав которых входит остров Вокео, считается испанский мореплаватель Иньиго Ортис де Ретес, который обнаружил острова в 1545 году. В 1616 году острова были вновь открыты, но уже голландскими путешественниками Виллемом Схаутеном и Якобом Лемером. Тем не менее регулярных контактов островитян с чужеземцами не происходило вплоть до конца XIX века, когда на Вокео стали появляться европейские торговцы, а также вербовщики для работы на плантациях. В 1884 году Вокео стал частью германского протектората в Океании, а в 1934 году на острове появилась миссия католических миссионеров. В 1914 году Вокео был оккупирован австралийцами, и с 1921 года острова Схаутен находились в управлении Австралии в качестве мандата Лиги наций, а после Второй мировой войны — ООН. С 1975 года Вокео является частью независимого государства Папуа — Новая Гвинея.

## Население
В 1981 году на острове проживало 1237 человек (в 1934 году — 929 человек). Вокео разделён на пять округов, в каждом из которых имеется несколько небольших деревень с численностью населения примерно в 60 человек. Все населённые пункты острова сосредоточены вдоль побережья. Основу экономики составляют сельское хозяйство и рыболовство.